# چوقور
چوقور یک روستا در ایران است که در دهستان گیلوان واقع شده‌است.